# Ludwig Heinrich von Nicolay
Pour les articles homonymes, voir Nicolay.
Ludwig Heinrich von Nicolay (russe : Андрей Львович après être devenu sujet russe), né le 25 décembre 1737 à Strasbourg et mort le 18 novembre 1820 à Vyborg, est un poète du siècle des Lumières, bibliothécaire, précepteur et secrétaire particulier de l'empereur Paul Ier de Russie et président de l'Académie des sciences de Saint-Pétersbourg.

## Biographie

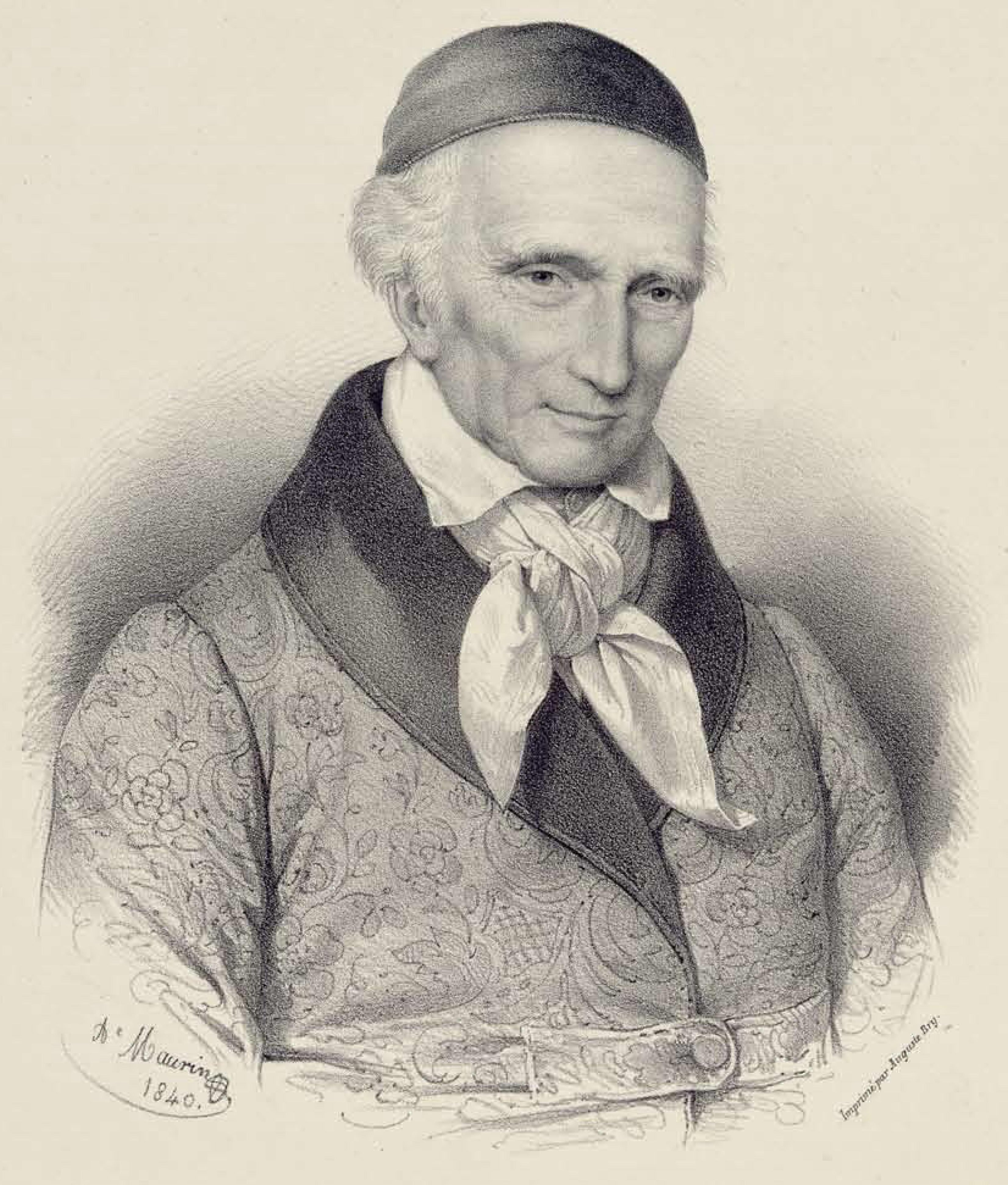
Ludwig Heinrich von Nicolay, à l’âge de 80 ans.

Ludwing Heinrich von Nicolay est le fils de Christian Ludwig Nicolay (1707-1763), référendaire aux Archives de Strasbourg, membre du Conseil des XIII (1759-1763) et administrateur de la cité libre impériale. 
Ludwing Heinrich fréquenta dans sa jeunesse les encyclopédistes à Paris. Il devint le secrétaire privé du Prince Dimitri Mikhailovitch Golitsyn, ambassadeur de Russie à Vienne, puis le précepteur du comte Alexeï Kirillovitch Razoumovsky, fils aîné du maréchal Kirill Razoumovsky, qui deviendra plus tard ministre de l’instruction publique (1810-1816).
En 1769, Nicolay devint précepteur du Grand-Duc Paul, qui, une fois devenu Paul Ier, le prit comme secrétaire particulier. Il fut également président de l’Académie des sciences de Saint-Pétersbourg de 1798 à 1803.

Il créa avec son ami Franz Hermann La Fermière (1737-1796), ancien compagnon d’étude à Strasbourg devenu lecteur et bibliothécaire de Paul Ier et responsable du théâtre de la Cour, une bibliothèque de neuf mille volumes, dite la « bibliothèque des deux amis ». Diderot qui les rencontra à Paris en 1761 parle ainsi de ses « deux petits Allemands » : 

« Je n’ai jamais rien vu qui m’ait autant surpris, autant touché que l’amitié de M. de la Fermière et de M. de Nicolaï. Pas la moindre prétention personnelle. L’un n’interrompant jamais l’autre ; bien mieux encore, pressé de se recommander ou de se faire valoir à son désavantage. Il est certain que ce sont d’honnêtes gens, d’un goût et d’une délicatesse de sentiment peu commune. Je ne sais lequel j’aurais aimé le plus. M. de la Fermière a du jugement, de la raison, de la fermeté. M. de Nicolaï, lui, a reçu de la sensibilité et de la douceur. Ils ont tous deux de l’urbanité et des connaissances. »

En 1782, le nom de « von Nicolay » lui fut conféré par l’empereur Joseph II. Il reçut le titre de baron de Paul Ier. 
Il mourut en 1820 dans son domaine de Monrepos, situé à la frontière entre la Russie et la Finlande. Il est enterré au cimetière de Sorvali.